# Julius Lange
 Der er flere personer med dette navn, se Julius Lange (flertydig).
Julius Henrik Lange (født 19. juni 1838 i Vordingborg, død 19. august 1896 i København) var en dansk kunsthistoriker, søn af Frederik Olaus Lange og bror til Carl og Fritz Lange.

## Levned
- 1870 – docent ved Kunstakademiet
- 1875 – docent ved Københavns Universitet
- 1878 – Ridder af Dannebrog
- 1886 – æresdoktor ved samme
- 1888 – fik tildelt et personligt professorat ved Københavns Universitet

Georg Brandes udgav i 1898 en monografi over Julius Lange.

## Værker
- Nutidskunst, 1873
- Strejftog i Verdens-Kunstudstillingen i Wien 1873, 1874
- Om Kunstværdi, 1876
- Vor Kunst og Udlandets, et Foredrag, 1879
- Billedkunst, 1884
- Kunst og Politik, 1885, skuespil, udgivne anonymt
- Sergel og Thorvaldsen, 1886
- Bastien Lepage og andre Afhandlinger, 1889
- Roskilde Domkirkes Alder og Stil, 1890
- Billedkunstens Fremstilling af Menneskeskikkelsen i dens ældste Periode, 1892, udgør den første af tre dele for forskellige tidsepoker, hvoraf de to følgende afsluttedes og blev udgivet efter forfatterens død
- Udvalgte Skrifter, 1900-1903, udg. af P. Købke og Georg Brandes
- Breve fra J. L., 1902-1903, udg. af P. Købke

## Udgivelser om Julius Lange
- Hans Dam Christensen, Peter Nørgaard Larsen & Hanne Kolind Poulsen (red.), Viljen til det menneskelige: Tekster omkring Julius Lange, Museum Tusculanums Forlag: København 1999. ISBN 978-87-7289-454-6
- Jac. Ahrenberg, "Erindringer om Julius Lange", s. 104-114 i: Gads danske Magasin, November 1911.

## Ekstern kilde/henvisning
- Dansk biografisk Lexikon, 1. udgave, 1896
- Julius Lange på gravsted.dk